# Stefano Battistelli
Stefano Battistelli (Italia, 6 de marzo de 1970) es un nadador  retirado especializado en pruebas de estilo espalda, donde consiguió ser medallista de bronce olímpico en 1992 en los 200 metros.

## Carrera deportiva
En las Olimpiadas de Seúl 1988 ganó el bronce en los 400 metros estilos.
Cuatro años después, en los Juegos Olímpicos de Barcelona 1992 ganó la medalla de bronce en los 200 metros espalda, con un tiempo de 1:59.40 segundos, tras el español Martin López-Zubero y el ruso Vladimir Selkov que representaba al equipo unificado.